# Arine
Cet article concerne la langue arine. Pour le peuple arine, voir Arines.
Pour l’article ayant un titre homophone, voir Aryne.
L'arine (en russe, apинский язык) est une langue paléo-sibérienne de  la famille des langues ienisseïennes parlée au Nord de Krasnoïarsk en Russie. La langue s'est éteinte au cours du XVIIIe siècle.
Les linguistes ont longtemps eu des difficultés à relier les langues ienisseïennes à un plus grand groupe. Ce n’est que récemment qu’un lien linguistique a pu être mis en évidence avec les langues na-dené, une famille de langues amérindiennes parlée en Alaska, à l'ouest du Canada et au sud-ouest de États-Unis. Selon cette thèse, les langues ienisseïennes et les langues na-dené formeraient deux branches d'une ancienne famille représentée des deux côtés du détroit de Béring : les langues dené-ienisseïennes,

## Sources
- (ru) Г.К. Вернер (Heinrich Werner), Енисейскиe языки, Языки Мира. Палеоазиатские Яазыки, pp. 169-177, Moscou, Izd. Indrik, 1997  (ISBN 5-85759-046-9).
- (ru) Г.С. Старостин, К.Ю. Решетников, Кетский сборник. Лингвистика, Moscou, Vostotchnaïa Literatura RAN, 1995  (ISBN 5-88766-023-6).